# Nicànor (general)
Nicànor  (en grec antic: Νικάνωρ), fill de Patrocle, va ser un general selèucida.
Va ser un dels tres generals enviats per Lísies, regent de Síria per absència d'Antíoc IV Epífanes, per combatre els revoltats jueus. Va avançar fins a Emmaús, on van ser totalment derrotats per Judes Macabeu l'any 165 aC. Ja abans d'aquests fets havia exercir un ofici administratiu a Palestina.
Flavi Josep diu que Nicanor, que llavors era governador de Xipre, va intervenir per ordre del rei Demetri I Sòter en la lluita entre Alcimus i Judes Macabeu. Enfrontat a Judes, va perdre una batalla i es va refugiar a Jerusalem, on va insultar els sacerdots, i amenaçava amb destruir el Temple si no li entregaven Judes.